# Чечерська ратуша
Чечерська Ратуша — одна з пам'яток архітектури республіканського значення на території Чечерського райвиконкому Білорусі, що з 25 березня 2005 року є будівлею, де розміщується експозиція Чечерського історико-етнографічнрого музею.

## Історія будівлі
Ратуша збудована у XVIII столітті за наказом Захарія Григоровича Чернишова — графа та управителя Чечерська від 1772 року, коли це місто Катерина ІІ подарувала йому.
Після оглядин такого подарунку, Чернишов вирішив облаштувати тут свою резиденцію, використовуючи для цього найкращі досягнення містобудування того часу. Будівництво почалося негайно і в результаті місто отримало три церкви, дві будівлі лікарні, костел, ратушу, переплановані квартали, а також створено парк з оранжереєю та паркові алеї вздовж вулиць. Вінчав композицію маєток графа, що розташувався на Замковій горі міста, а центром цього комплексу якраз стала ратуша.
Ця споруда розташувалася на перетині двох вулиць посеред квадратної площі, слугуючи таким чином вказівником до палацу Захарія Чернишова.
Характерною особливістю Чечерської ратуші є п'ять веж, що вінчають її. Чотири з них є кутовими, а одна розташована по центру та є вищою за інші. Всі вежі — яскравий приклад дерев'яної архітектури Полісся. В залежності від сторони огляду ратуші можна помітити різні мотиви в оздобленні споруди. Зокрема тут використано класичні, готичні тоа східні мотиви, але всі вони відповідають стилю оздоблення на кам'яній частині будівлі.
З плином часу місто змінило свої обриси, але ратуша зберегла своє центральне положення і її добре видно з будь-якої точки міста.
Загалом ця будівля визначена, як бельведер, що свідчить про можливість оглядати місто з цієї споруди. Так з верхніх ярусів добре видно центральні райони, а на північному сході можна побачити краєвиди річок СОЖ та Чечора, Замкову гору, де був маєток та парк.
1974 року будівля зазнала пожежі і була відреставрована та знову відкрита лише у 2004 році.

## Використання будівлі
З плином часу будівля використовувалася з різною метою. Зокрема:
- 1880—1917 роки — міська управа, аптека та комерційне училище.
- 1917—1941 роки — зоологічний технікум;
- 1941—1943 роки — в'язниця для німецьких полонених;
- 1943—1974 роки — відділ освіти, сільськогосподарський технікум та школа;
- з 2005 року — державний заклад культури «Чечерський історико-етнографічний музей», в якому можна ознайомитися з життям та побутом місцевих мешканців. Експозиція створена першим директором музею Євгенією Антонівною Шипенко.

## Використані джерела
- Чечерск. goldring.gomel-region.by (рос.). Архів оригіналу за 24 липня 2008. Процитовано 29 травня 2016.
- ГУК «Чечерский историко-этнографический музей». museum.gomel-region.by (рос.). Архів оригіналу за 4 березня 2016. Процитовано 29 травня 2016.
- Чечерск. Прикосновение Чернобыля. greedyspeedy.livejournal.com (рос.).